# 津田彰
津田 彰（つだ あきら、1951年11月11日 - ）は、日本の臨床心理学者。久留米大学名誉教授。元日本健康支援学会会長、元日本行動科学学会会長。医学博士・臨床心理士。専門は健康心理学、臨床心理学、保健行動科学。

## 略歴
茨城県水戸市生まれ。1970年、茨城県立水戸第一高等学校卒業。1974年、上智大学文学部教育学科卒業。1976年、上智大学大学院文学研究科教育学専攻修士課程修了。1979年、上智大学大学院文学研究科教育学専攻博士後期課程満期退学、日本学術振興会奨励研究員。1980年、久留米大学医学部薬理学講座助手。1986年、久留米大学医学博士。1989年、久留米大学医学部薬理学講座講師。1992年、久留米大学文学部人間科学科教授。1994年、ロンドン大学セント・ジョージ校客員教授。2002年、久留米大学文学部心理学科教授。2005年、ロード・アイランド大学客員教授。2007年、日本健康支援学会会長。2012年、日本行動科学学会会長。2013年、チプトラ大学客員教授。2021年、帝京科学大学総合教育センター教授、久留米大学名誉教授。日本行動医学会第21回内山記念賞、日本ストレスマネジメント学会第3回奨励研究賞、日本実存療法学会ビクトール・フランクル賞、日本ストレス学会賞、日本ストレスマネジメント学会賞、日本行動医学会第1回内山記念賞、日本心理学会ヤングサイコロジスト賞等受賞。研究テーマはストレスと健康への心理社会生物学的アプローチ（実験的-フィールド研究）、地域・学校・職域におけるストレスマネジメントとヘルスカウンセリング、ヘルスプロモーション実践（保健行動科学的介入）など。

## 研究テーマ
ストレスと健康への心理社会生物的アプローチ
ストレス・マネジメントプログラムの開発 
ストレスの精神神経免疫内分泌学的測定

## 学会活動
- 日本健康心理学会（理事）（1995年より）
- 日本行動医学会（理事）（1993年より）
- 日本脳科学会（理事・評議員）（1996年より）
- 日本行動科学学会（学会プログラム企画役員）（1999年より）
- 日本ストレス学会（評議員）（1997年より）